# Szép holnap
A Szép holnap Sztevanovity Zorán hatodik stúdióalbuma, ami 1987-ben jelent meg.

## A lemez
A felvétel az Omega Stúdióban készült Presser Gábor zenei rendezésében és az LGT közreműködésével, és a Hungarotonnál jelent meg 1987-ben.
Az album központi gondolata a múlttal való számvetés, ugyanakkor a jövőbe tekintés: Zorán lánya, Szandra kétéves volt, amikor a lemez készült, a dalokból kiérződik a lánya jövője felett aggódó, töprengő apa vallomása. A címadó felvétel, a Dire Straits Why Worry című dalának feldolgozása és az Altató a szövegíró Dusán lányának, Natalinak íródott, de ugyanúgy szól az előadó lányának, Szandrának is.[forrás?] A borítón az ő fényképe látható.
A B oldal első dala, a Hé, ‘67 egy ismert duett Kern Andrással, ironikus szövege görbe tükröt tart a beat-nemzedék egykori életérzése elé. Érdekességként megemlítendő, hogy a dal címe eredetileg Hé, ‘68 volt, a dalban is így hangzik el. Ezzel a címmel azonban a korabeli TTT cenzúrája miatt nem kerülhetett fel a lemezre, a cenzoroknak ugyanis az 1968-as prágai tavaszt jutotta eszükbe. Dusán megváltoztatta a címet Hé, ‘67-re, és így át is ment a dal a cenzúrán, bár a szöveg teljesen változatlan maradt.
Helyet kapott a lemezen a Valaki mondja meg áthangszerelt, gitárszólókkal dúsított feldolgozása. A dal a Képzelt riport egy amerikai popfesztiválról című musical (1973) betétdala.
A hátsó borítón Zorán látható gitárjára támaszkodva, Díner Tamás ismert fényképén, ami később Az elmúlt 30 év című koncert plakátjain is a jubileum alkalmából megjelent könyv címlapján is szerepelt.

## Dalok
A oldal
1. Szép holnap (Mark Knopfler: Why Worry, magyar szöveg: Sztevanovity Dusán)– 4:56
2. Ahogy volt, úgy volt (Presser Gábor; Sztevanovity Dusán) – 5:11
3. Szép Júlia (Gerendás Péter; Sztevanovity Dusán) – 4:39
4. Uram, a dolgok rosszul állnak (Sztevanovity Zorán; Sztevanovity Dusán) – 3:38
5. Altató (Presser Gábor; Pável Daněk, fordította: Sztevanovity Dusán) – 4:04

B oldal
1. Hé, ‘67 (Presser Gábor; Sztevanovity Dusán) – 3:17
2. Számíthatsz rám (Sztevanovity Zorán; Sztevanovity Dusán) – 3:46
3. Gyere velem (Presser Gábor; Sztevanovity Dusán) – 3:40
4. Nem kell mindig (Presser Gábor, Karácsony János; Sztevanovity Dusán) – 2:25
5. Valaki mondja meg (Presser Gábor; Adamis Anna) – 2:50
6. Örökség (Presser Gábor; Boris Filan, fordította: Sztevanovity Dusán) – 4:35

Összidő: 43:01.

## Külső hivatkozások
- Zorán honlapja
- Az Ahogy volt, úgy volt klipje a YouTube-on
- A Gyere velem a Youtube-on (a felvétel 1987-ben készült a Kertészeti Egyetem klubjában)